# قلعة الحمى
قلعة الحمى موقع أثري في محافظة ضمد جنوب المملكة العربية السعودية.

## نبذة تاريخية
مدينة ضمد معدودة في المدن التاريخية بمنطقة جازان٬ وواديها المنسوب إليها وادي ضمد من الأودية الخصبة التي شهدت استيطانًا حضاريًا منذ عصور موغلة في القدم٬ وإليها وإلى واديها ينسب عدد من الشخصيات التي كانت لها آثارها المشهودة في العلم والأدب والحضارة الإنسانية. وقد اشتُهرت محافظة ضمد بعدد من المعالم التاريخية٬ مثل قلعة الحمى نسبة إلى الوظيفة التي أنشئت من أجلها٬ وهي حماية أملاك مؤسسها ومزارعه الواسعة في تلك الجهة.

## الموقع
تقع القلعة على بعد نحو 16كم إلى الشرق من مدينة ضمد٬ المقر الإداري لمحافظة ضمد٬ وتتبوأ موقعًا إستراتيجيًا على الضفة الشمالية لوادي ضمد٬ ويمكن الوصول إليها من ضمد الحالية عبر طريق اسفلت يخترق المزارع٬ وبعض القرى السكنية الصغيرة المتناثرة على طول الطريق.

## التاريخ

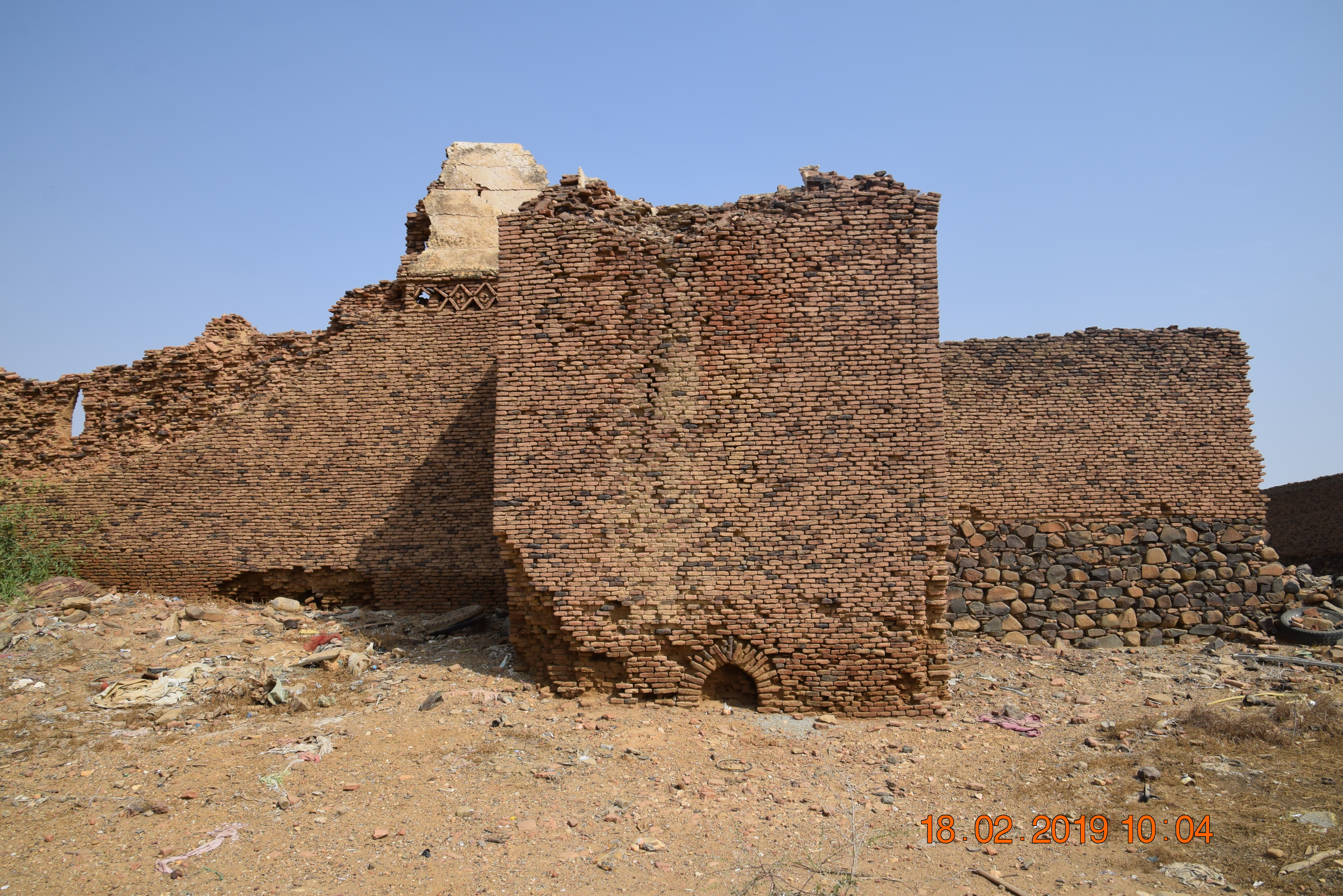

القلعة مذكورة في المصادر التاريخية٬ وما عُرف عنها من معلومات تتعلق باسم عامرها وتاريخ عمارتها ٬ و بنيت في عام 1259هـ / 1844م  كما ورد في كتاب الديباج الخسرواني في أخبار أعيان المخلاف السليماني للقاضي الحسن بن أحمد عاكش الضمدي  مانصه ((وفي السنة التاسعة والخمسون بعد المائتين والألف : فيها كان ابتداء إحياء الشريج الذي شرقي وادي « ضمد » ، وكان ( متولي الأحياء )الشريف محمد بن الحسين بن علي بن حيدر ، عن إذن حكام الجهة الأعيان ، وأذن ( والده ملك الزمان ، وغرم في ذلك غرامات )(١) كبيرة ،ولكنه تيسر من ذلك الإحياء معمال واسع ، لفنون الزراعة جامع ، وبني هناك  قلعة عظيمة الشأن ، شامخة البنيان ، وسكن ذلك المحل جماعة من الناس حتى  صار قرية عامرة ، وسميت « بالحمى » وهيفي هذا الزمان من أحسن محارث وادي « ضمد » .)) وذلك  بقصد الإشراف على مزارعه الموجودة على ضفة الوادي من تلك الجهة٬ ويقال إنه لم يسكنها هو بنفسه بصفة دائمة٬ وإنما كان ينتجع إليها بين فترة وأخرى ليتعهَّد مزارعه الممتدة حولها بعنايته. وقد أسكن فيها بعضًا من مماليكه٬ أما العمال الذين يعملون في مزارعه فقد أسكنهم خارج القلعة٬ فاستوطنوا المكان٬ واستقروا فيه ليعرف فيما بعد باسم: الحمى تبعًا لاسم القلعة.

## البناء
لا تزال القلعة تحتفظ بشكلها العام وهيئتها التي بنيت عليها في بداية عمارتها٬ أي على شكل مربع وأطوال أضلاعها (100×100م). وهذه الأطوال غير واضحة الآن على الأقل من الجهة الغربية٬ وذلك لأن هذا الجزء من القلعة يشغله الآن منزل حديث يقطنه مالكها٬ ويولج إلى داخل القلعة من خلال باب في جدار ذلك المنزل٬ أو من بعض فجوات في جدرانها. والقلعة الآن ولا سيما من الداخل متهدمة٬ ولا يرى منها إلا بقايا لبعض الحجرات والأسوار الخارجية٬ وبعض الجدران الداخلية ويوجد في الركن الشمالي منها برج يكاد يكون كاملاً٬ وبه مدخلان مسدودان حاليًا٬ ويفصل بينهما بقايا جدار عالي يمتد في اتجاه الغرب.
يغلب على مادة البناء المستخدمة في تشييد القلعة الأحجار البركانية والآجر٬ وخصوصًا في الأجزاء العلوية٬ أما الأساسات المرتفعة إلى نحو متر ونصف المتر فجميعها مبنية من أحجار بركانية صلدة أكبر حجمًا من تلك الأحجار التي استخدمت بالتعاقب مع الآجر في الأجزاء التي تعلو الأساسات. كما استخدمت الأخشاب المحلية لحمل الأسقف التي تساقطت الآن بكاملها٬ ولم يعد لها وجود. يغلب الظن أن القلعة كانت مكونة من طابقين بدليل ارتفاع جدرانها الباقية حتى الآن إلى 8 متر٬ وأيضًا وجود بقايا درج يصعد إلى الأعلى في الجهة الجنوبية الغربية من القلعة ٬وإلى اليمين من بقايا الدرج أي في الجهة الجنوبية تتركز الحجرات٬ أو على الأقل ما يمكن مشاهدته من معالمها الباقية. والقلعة برجان٬ أحدهما في الجهة الشمالية الشرقية٬ والآخر لم يبق منه إلا أطلاله في الجهة الشرقية. يحيط بالقلعة سور متين ولا يبدو من خلال المشاهدة
والمعاينة وجود أي أثر لمرافق أخرى داخل المساحة التي يحصرها ذلك السور (الصحن المكشوف) خلاف ما ذكر٬ وإن كان ساكن القلعة قد أشار إلى موقع بئر قديمة كانت موجودة في الزاوية الشمالية الغربية من الصحن٬ وقد طمرت منذ مدة طويلة.
أما المدخل الرئيس للقلعة فيقع في الجهة الجنوبية الغربية٬ وهو يفضي إلى حجرة مسقوفة٬ لها في جنوبها باب صغير آخر يقود إلى خارج القلعة٬ وكلا البابين مسدود الآن تمامًا٬ ويعلو كلاً منهما قوس مدبب٬ كما هي الحال في البابين اللذين سبق ذكرهما في البرج الشمالي الشرقي. ليس في القلعة زخارف إنشائية لافتة للنظر سوى نماذج بسيطة تتألف من أشكال هندسية في أعلى جدران حجرات القلعة من الخارج، وأعلى البرج الشمالي الشرقي٬ وقد جرى تنفيذها بطريقة صف الآجر وترتيبه على هيئات مربعات ودوائر.